# Les Bouteilles consignées
Pour plus de détails, voir Fiche technique et Distribution.
Les Bouteilles consignées (en tchèque : Vratné lahve) est un film tchèque réalisé par Jan Svěrák et écrit par son père Zdeněk Svěrák, qui y interprète le rôle principal. Sorti en République tchèque en mars 2007, il est réalisé par la même équipe que le film Kolja (1996).

## Distribution
- Zdeněk Svěrák : Josef Tkaloun
- Daniela Kolárová : Tkalounová
- Pavel Landovský : Rezác
- Tatiana Vilhelmová : Daughter
- Jirí Machácek : Deputy headmaster Landa
- Jan Budar : Úlisný
- Nella Boudová : Teacher Ptácková
- Miroslav Táborský : Subrt
- Vera Tichánková : Lamková
- Jana Plodková : Cárkovaná
- Robin Soudek : Tomík
- Martin Pechlát : Karel
- Božidara Turzonovová (en) : Kvardová
- Jan Vlasák : Wasserbauer